# Finalen av Europacupen i fotboll 1980/1981
Finalen av Europacupen i fotboll 1980/1981 spelades mellan Liverpool från England och Real Madrid från Spanien. Matchen var tät och jämn och avgjordes inte förrän i 82:a matchminuten då Liverpools Alan Kennedy slog in matchens enda mål. 
Målet kom till efter ett inkast på vänsterkanten i höjd med Madrids straffområde. Vänsterback Kennedy kom löpande, bröstade med sig bollen, krånglade sig förbi en försvarare och sköt ur ganska snäv vinkel ett vänsterskott på den studsande bollen. Utrusande målvakten Rodríguez lade sig ner för att täcka av ytan bara för att se bollen gå över sig och in i mål. Detta var Liverpools tredje titel i Europacupen och femte gången i rad som ett lag från England blev mästare.

## Lagens väg till finalen
Resultaten står i favör till respektive lag.
| Liverpool      | Liverpool | Liverpool | Liverpool | Omgång        | Real Madrid     | Real Madrid | Real Madrid | Real Madrid |
| -------------- | --------- | --------- | --------- | ------------- | --------------- | ----------- | ----------- | ----------- |
| Motståndare    | Resultat  | Resultat  | Resultat  |               | Motståndare     | Resultat    | Resultat    | Resultat    |
| Motståndare    | Hemma     | Borta     | Totalt    | Hemma         | Motståndare     | Borta       | Totalt      |             |
| OPS            | 10–10     | 1–1       | 11–20     | Omgång 1      | Limerick        | 5–1         | 2–1         | 7–2         |
| Aberdeen       | 4–0       | 1–0       | 5–0       | Omgång 2      | Budapest Honvéd | 1–0         | 2–0         | 3–0         |
| CSKA Sofia     | 5–1       | 1–0       | 6–1       | Kvartsfinaler | Spartak Moskva  | 2–0         | 0–0         | 2–0         |
| Bayern München | 0–0       | 1–1       | 1–1 (BM)  | Semifinaler   | Inter           | 2–0         | 0–1         | 2–1         |

## Matchen
|  | 27 maj 1981 20:15 UTC+2 | Parc des Princes000 Paris000 |

| Lagfärger · Lagfärger · Lagfärger · Lagfärger · Lagfärger | Liverpool        | 1 – 0           | Real Madrid | Real Madrid |
| Lagfärger · Lagfärger · Lagfärger · Lagfärger · Lagfärger | Alan Kennedy 82′ | (0 – 0) Rapport |             | Real Madrid |
|                                                           |                  |                 |             |             |

| Startelva:  |    |                 |     |     |
|             |    |                 |     |     |
| MV          | 1  | Ray Clemence    |     |     |
| HB          | 2  | Phil Neal       |     |     |
| MB          | 4  | Phil Thompson   |     |     |
| MB          | 6  | Alan Hansen     |     |     |
| VB          | 3  | Alan Kennedy    |     |     |
| HM          | 8  | Sammy Lee       |     |     |
| CM          | 10 | Terry McDermott |     |     |
| CM          | 11 | Graeme Souness  |     |     |
| VM          | 5  | Ray Kennedy     | 29' |     |
| CA          | 7  | Kenny Dalglish  |     | 85′ |
| CA          | 9  | David Johnson   |     |     |
| Inhoppare:  |    |                 |     |     |
| MF          | 12 | Jimmy Case      |     | 85′ |
|             |    |                 |     |     |
|             |    |                 |     |     |
|             |    |                 |     |     |
|             |    |                 |     |     |
|             |    |                 |     |     |
|             |    |                 |     |     |
|             |    |                 |     |     |
|             |    |                 |     |     |
|             |    |                 |     |     |
|             |    |                 |     |     |
|             |    |                 |     |     |
|             |    |                 |     |     |
| Tränare:    |    |                 |     |     |
| Bob Paisley |    |                 |     |     |

| Startelva:     |    |                            |     |     |
|                |    |                            |     |     |
| MV             | 1  | Agustín Rodríguez Santiago |     |     |
| HB             | 2  | Rafael García Cortés       |     | 87′ |
| MB             | 10 | Antonio García Navajas     |     |     |
| MB             | 5  | Andrés Sabido              |     |     |
| VB             | 3  | José Antonio Camacho       |     |     |
| HM             | 6  | Vicente del Bosque         |     |     |
| CM             | 8  | Ángel de los Santos        |     |     |
| VM             | 4  | Uli Stielike               | 59' |     |
| HA             | 7  | Juanito                    |     |     |
| CA             | 9  | Santillana                 |     |     |
| VA             | 11 | Laurie Cunningham          |     |     |
| Inhoppare:     |    |                            |     |     |
| MF             | 16 | Francisco Pineda           |     | 87′ |
|                |    |                            |     |     |
|                |    |                            |     |     |
|                |    |                            |     |     |
|                |    |                            |     |     |
|                |    |                            |     |     |
|                |    |                            |     |     |
|                |    |                            |     |     |
|                |    |                            |     |     |
|                |    |                            |     |     |
|                |    |                            |     |     |
|                |    |                            |     |     |
|                |    |                            |     |     |
| Tränare:       |    |                            |     |     |
| Vujadin Boškov |    |                            |     |     |

| Domare: Károly Palotai (Ungern) | Publik: 48 360 |  |